# 郭朝宾墓
郭朝宾墓，位于山东省汶上县白石镇。是明代工部尚書郭朝賓的墓葬。現為山东省省级文物保护单位之一。
2013年，列入第四批山东省文物保护单位，该文物保护单位是一座古墓葬。